# Johann Pfotel
Johann Pfotel (* 21. November 1445 in Roth; † 3. Dezember 1511 in Ansbach) war ein deutscher Rechtsgelehrter und Diplomat.

## Leben

### Ausbildung
Johann Pfotel wurde am 21. November 1445 als Sohn des Fritz Pfotel und dessen Frau Elisabeth in Roth geboren. Vermutlich ging der begabte Junge in der nahen Klosterschule zu Heilsbronn oder in der Stiftschule von St. Gumbert zu Ansbach in die Schule. 1460, also mit 15 Jahren, wurde er an der Universität Leipzig immatrikuliert. 1461, gerade mal 16 Jahre alt, erwarb er dort den ersten akademischen Grad, das „Baccalaureat“. Es ist nicht bekannt, an welcher Universität er das Studium der Rechtswissenschaft aufnahm und mit dem Erwerb des Doktorhutes abschloss.

### Karriere
Schon im Jahr 1461, am 23. Februar, verstarb in Roth sein Vater; die Mutter starb wenige Jahre später am 21. September 1466. In dieser Zeit zwischen 1466 und 1467 ist Johann Pfotel als „Baccalaureus“ in Roth nachzuweisen. 1472 nannte er sich bereits „in keyserlichen rechten doctor“. 1474 erscheint er in den Ehaftbüchern der Stadt Roth als „ehrwürdiger Johann Pfottel, doctor“. Noch im selben Jahr wurde der 29-jährige Doktor von Markgraf Albrecht Achilles in diplomatischer Mission nach Böhmen und Polen entsandt.
Im Februar 1475 schickte man ihn wegen des Abtes von Wülzburg nach Eichstätt und in das Kloster Wülzburg. Wenig später war er für einen gefangenen Domherrn tätig. 1476 finden wir ihn als Zeugen in Cölln an der Spree, und noch im gleichen Jahr weilte er zweimal als bevollmächtigter Gesandter Albrecht Achilles in Prag. Bis 1478 war er noch dreimal an der Moldau. Pfotel wurde als Gesandter auch an zahlreiche europäische Höfe gesandt. Es galt, politische Händel zu bereinigen, Prozesse zu führen, Botschaften seines Herrn zu überbringen, Kundschaften einzuholen oder als Zeuge aufzutreten. Welcher Beliebtheit er sich erfreute, sehen wir daraus, dass er in Rechtsangelegenheiten „leihweise“ angefordert wurde.
1486 wurde Dr. Pfotel zum Kaiser nach Speyer beordert. Friedrich III. führte mehrmals Unterredungen mit ihm. Auch dem römischen König Maximilian I. machte Pfotel dort seine Aufwartung. Immer wieder wurde der markgräfliche Rat Dr. Pfotel in Reichsangelegenheiten zum Kaiser geschickt.
Der viel beschäftigte Mann war trotz zahlloser Verpflichtungen mehrmals nachweislich in seiner Geburtsstadt Roth. So etwa 1473, 1475, 1496, 1499 und 1508. Seine Anhänglichkeit an die Vaterstadt bewies er durch die Stiftung der Donnerstagsprozession an der Stadtkirche zu Roth am 12. März 1489.
Pfotel war mit einer aus Heilsbronn gebürtigen Elisabeth verheiratet. Die Ehe blieb kinderlos. Am 8. Oktober 1483 starb seine Frau. 1484 heiratete er womöglich ein zweites Mal.
Dr. Johann Pfotel starb, ohne Familienangehörige zu hinterlassen, am 3. Dezember 1511 im Alter von 66 Jahren in Ansbach. Bestattet wurde er in der St.-Sebastian-Kapelle der Stiftskirche von St. Gumbert. Er hinterließ ein stattliches Vermögen.

### Nachleben
Mittelalterlichen Glaubensvorstellungen entsprechend, kann das Seelenheil eines Menschen durch fromme Stiftungen und Jahrtagsfeiern erlangt werden. Von Dr. Johann Pfotel ist eine stattliche Reihe von Stiftungen überliefert.
Auch seine Vaterstadt Roth vergaß der wohlhabende Dr. Pfotel in seinem letzten Willen nicht. Seine Testamentsvollstrecker kauften 1511 für eine nicht näher bekannte Summe von dem Schwabacher Kastner Hans Linck „Zins und Gülten“, die sie den Rother Gotteshauspflegern Hans Veyrell, Hans Protzel und Linhard Truhendinger zur Aufbesserung des Almosens bei der Marienkirche übergaben.
Dr. Johann Pfotel aus Roth war zeitlebens ein bewährter und gefragter Berater seiner Herrschaft, ein vortrefflicher Rechtskenner und ein kluger Diplomat und Politiker, auf dem man hörte und dem man vertraute.